# Ваља Вишеулуј (Марамуреш)
Ваља Вишеулуј (рум. Valea Vișeului) насеље је у Румунији у округу Марамуреш у општини Бистра. Oпштина се налази на надморској висини од 359 m.

## Становништво
Према подацима из 2002. године у насељу је живело 1646 становника.

### Попис2002.
| Расподела становништва по националности 2002.‍ | Расподела становништва по националности 2002.‍ | Расподела становништва по националности 2002.‍ | Расподела становништва по националности 2002.‍ | Расподела становништва по националности 2002.‍ |
| --------------------------------------------- | --------------------------------------------- | --------------------------------------------- | --------------------------------------------- | --------------------------------------------- |
|                                               |                                               |                                               |                                               |                                               |
| Румуни                                        | Румуни                                        |                                               | 54                                            | 3,3%                                          |
| Украјинци                                     | Украјинци                                     |                                               | 1.590                                         | 96,7%                                         |